# Angelika (seria powieści)
Angelika (fr. Angélique) – cykl trzynastu powieści historyczno-przygodowych autorstwa Anne i Serge’a Golona, których akcja toczy się w XVII-wiecznej Francji rządzonej przez Ludwika XIV oraz niekiedy innych krajach.
Bohaterką jest piękna markiza Angelika de Sancé de Monteloup, młoda arystokratka, która wskutek licznych zdarzeń losowych jest często zmuszona do życia w nędzy, by potem znów powrócić na salony. Jej uroda, wdzięk, mądrość, dobroć i szlachetność sprawiają, że zakochuje się w niej wielu mężczyzn różnych stanów społecznych.

## Cykl powieści „Angelika”
- Markiza Angelika (1957)
- Angelika: Droga do Wersalu (1958)
- Angelika i król (1959)
- Nieposkromiona Angelika (1960)
- Bunt Angeliki (1961)
- Angelika i jej miłość (1961)
- Angelika i Nowy Świat (1964)
- Pokusa Angeliki (1966)
- Angelika i demony (1972)
- Angelika i spisek cieni (1976)
- Angelika w Quebecu (1980)
- Angelika: Droga nadziei (1984)
- Zwycięstwo Angeliki (1985)

## Ekranizacje
W latach sześćdziesiątych XX wieku powstał cykl francuskojęzycznych filmów z tą bohaterką, w którym główną rolę grała Michèle Mercier. Na cykl złożyło się pięć filmów:
- Markiza Angelika (1964)
- Piękna Angelika (1965)
- Angelika i król (1966)
- Angelika wśród piratów (1967)
- Angelika i sułtan (1968)